# Employees' Entrance
Employees' Entrance (bra: Negócio é Negócio) é um filme pre-Code estadunidense de 1933, do gênero drama, dirigido por Roy Del Ruth, e estrelado por Warren William e Loretta Young. O roteiro de Robert Presnell, Sr. foi baseado em uma peça teatral de David Boehm.
Em 2019, "Employees' Entrance" foi selecionado para preservação no National Film Registry, seleção filmográfica da Biblioteca do Congresso dos Estados Unidos, como sendo "culturalmente, historicamente ou esteticamente significativo".

## Sinopse
Kurt Anderson (Warren William) é o gerente geral da loja de departamentos Franklin Monroe. Sua devoção implacável por lucros o torna odiado pelas pessoas com quem trabalha, embora a loja vá bem financeiramente. Uma noite após o fechamento, ele conhece Madeleine Walters (Loretta Young), uma bela jovem à procura de um emprego. Eles passam a noite juntos e ele a contrata como modelo; pouco tempo depois, Walters começa a namorar Martin West (Wallace Ford), um vendedor de sucesso. Anderson gosta das ideias de Martin, visando a melhoria das vendas que foram anteriormente atingidas pela Grande Depressão, e o nomeia seu assistente, mas avisa que aquele não é trabalho para um homem casado. Anderson é tão cínico em relação às mulheres que decide dobrar o salário de outra modelo, Polly Dale (Alice White), para distraí-la de seu apaixonado chefe, Denton Ross (Albert Gran), e impedi-lo de interferir nos negócios.
Apesar dos avisos de Anderson, Martin e Madeleine casam-se secretamente, mas seu relacionamento se torna difícil, já que Martin está sempre à disposição de Kurt. Depois de brigarem no baile dos funcionários, Martin fica bêbado e Madeleine passa uma outra noite ao lado de Anderson. Quando Kurt a convida novamente para sair, ela se recusa e revela que é casada. Kurt fica furioso e tentar forçar Polly a destruir o casamento. Quando ela se recusa a ajudá-lo, Anderson tenta demiti-la, mas Ross, extremamente apaixonado, o impede. Anderson, então, entra em um ciclo de inúmeras tentativas para acabar com a relação e separá-los para sempre.

## Elenco
- Warren William como Kurt Anderson

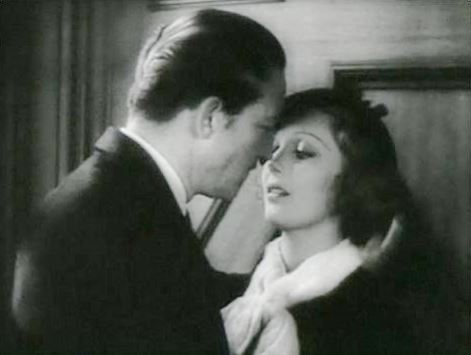
William encurralando Young em uma cena do trailer do filme.

- Loretta Young como Madeleine Walters West
- Wallace Ford como Martin West
- Alice White como Polly Dale
- Hale Hamilton como Comodoro Franklin Monroe
- Albert Gran como Denton Ross
- Marjorie Gateson como Sra. Lee Hickox, uma cliente apreendida erroneamente como uma ladra
- Ruth Donnelly como Srta. Hall, secretária de Anderson
- Frank Reicher como Garfinkle
- Charles Sellon como Arnold Higgins
- Allen Jenkins como Sweeney, detetive (não-creditado)

## Produção
Warren William, não originalmente escalado no papel principal, substituiu Hale Hamilton, que acabou desempenhando um papel menor. Edward G. Robinson também foi cogitado para o papel. O filme levou 23 dias para gravar a fotografia principal. Embora Alice White tenha sido uma grande estrela da Warner na época em que os filmes mudos estavam dando lugar aos filmes sonoros, seu estrelato começou a desaparecer quando a cena das melindrosas diminuiu nas telas. Seu papel secundário no filme recebeu boas críticas e a enviou para o caminho de retorno ao sucesso, mas um escândalo mais tarde em 1933 a trouxe de volta aos papéis coadjuvantes.